# Mane (Alto Garona)
 Mane  es una población y comuna francesa, en la región de Mediodía-Pirineos, departamento de Alto Garona, en el distrito de Saint-Gaudens y cantón de Salies-du-Salat.

## Demografía
| 878 | 905 | 1019 | 1093 | 1054 | 1026 |
| Para los censos de 1962 a 1999 la población legal corresponde a la población sin duplicidades (Fuente: INSEE [Consultar]) |     |      |      |      |      |